# Augusto Ferrante
Augusto Ferrante (... – Roma, 27 settembre 1891) è stato uno scacchista italiano.

## Biografia
In gioventù era stato garibaldino. 
Dal 1856 al 1859 redasse la colonna scacchistica su L'Album di Roma. Nel 1859 fondò a Roma, insieme a Serafino Dubois, La Rivista degli Scacchi. Chiusa la rivista dopo solo un anno di vita, alcuni anni dopo a Firenze tentò la sorte con Il Puttino che dopo il primo numero datato 31 maggio 1868 chiuse dopo aver pubblicato il secondo numero.
Nel 1883 pubblicò a Milano il Manuale elementare del giuoco degli scacchi, Brigol editore. 
Dal 1890 fu redattore della colonna di scacchi de La tribuna Illustrata.
Con Tonetti tenne una serie di conferenze all'Accademia Romana degli scacchi che in seguito furono raccolte sotto il titolo Corso teorico pratico sul giuoco degli scacchi. 